# 파크레딘 벤 유세프
파크레딘 벤 유세프(1991년 6월 23일 ~ , 아랍어: فخر الدين بن يوسف)은 튀니지의 축구 선수이다. 포지션은 스트라이커이다. 현재 이집트 프리미어리그의 피라미즈에서 뛰고 있다.

## 클럽 경력
2013년 튀니지 클럽 CS 스팍시앵에서 프로 생활을 시작했다.
2015년 1월 FC 메스로 이적했지만, 팀이 2부 리그로 강등되자 다시 ES 튀니스로 이적했다.
2018년에는 사우디아라비아 리그로 이동해 이티파크 FC와 계약을 했다.

## 국가대표 경력
2012년 11월 14일 스위스와의 친선경기에서 첫 A매치 데뷔를 하였다. 2012년 12월 30일 한달 뒤 치러진 이라크전에서 A매치 첫골을 기록하며 2-1 승리를 이끌었다.
2018년 6월 28일 파나마와의 2018년 FIFA 월드컵 G조 마지막 경기에서 후반 6분 득점에 성공하였고
이 경기에서 파나마에 2-1 역전승을 기록했다.